# HC Ajoie
HC Ajoie (celým názvem: Hockey Club Ajoie) je švýcarský klub ledního hokeje, který sídlí ve městě Porrentruy v kantonu Jura. Založen byl v roce 1973. Aktuálně působí v National League, nejvyšší švýcarské soutěži ledního hokeje. Klubové barvy jsou žlutá, černá a červená.
Své domácí zápasy odehrává v Patinoire du Voyeboeuf s kapacitou 4 300 diváků.
Klub je pojmenován podle oblasti Ajoie, ve kterém se nachází jeho sídlo.

## Hokejisté Československa / Česka a Slovenska v dresu HC Ajoie
| Hráč           | Sezona    | Národnost             |
| -------------- | --------- | --------------------- |
| Hans Fiala     | 1991/1992 | Česko · Švýcarsko     |
| Peter Ihnačák  | 1992/1993 | Slovensko             |
| Patrick Kučera | 2004/2005 | Slovensko · Švýcarsko |

## Přehled ligové účasti
Zdroj:
- 1982–1984: National League B West (2. ligová úroveň ve Švýcarsku)
- 1984–1985: 1. Liga (3. ligová úroveň ve Švýcarsku)
- 1985–1988: National League B (2. ligová úroveň ve Švýcarsku)
- 1988–1990: National League (1. ligová úroveň ve Švýcarsku)
- 1990–1992: National League B (2. ligová úroveň ve Švýcarsku)
- 1992–1993: National League (1. ligová úroveň ve Švýcarsku)
- 1993–1995: National League B (2. ligová úroveň ve Švýcarsku)
- 1995–1996: 1. Liga (3. ligová úroveň ve Švýcarsku)
- 1996–1997: National League B (2. ligová úroveň ve Švýcarsku)
- 1997–2000: 1. Liga (3. ligová úroveň ve Švýcarsku)
- 2000–2017: National League B (2. ligová úroveň ve Švýcarsku)
- 2017– : Swiss League (2. ligová úroveň ve Švýcarsku)

## Jednotlivé sezóny
| Švýcarsko (2021 – ) |               |          |       |
| Sezona              | Umístění v ZČ | Play-off | Češi  |
| 2021/2022           | 13. místo     | Ne       | nikdo |
| 2022/2023           | 14. místo     | Ne       | nikdo |
| 2023/2024           |               | Ne       | nikdo |
| 2024/2025           |               |          | nikdo |